# Danko Jones
Danko Jones est un groupe de hard rock canadien, originaire de Toronto, en Ontario. Il est composé de trois membres, le chanteur et guitariste Danko Jones, le bassiste John Calabrese et le batteur Rich Knox (qui a remplacé Atom Willard).

## Biographie

### Débuts (1996–1999)
Formé en 1996, le groupe joue en première partie de concerts pour de nombreux groupes, surtout au Canada et au Nord-Est des États-Unis. Il acquiert rapidement la réputation d'être un « groupe de scène. »
Le trio enregistre ses premiers EP en 1998, l'un intitulé Sugar Chocolate, l'autre éponyme. Ils enregistrent un nouveau maxi auto-produit en 1999, intitulé My Love is Bold, qui renforce leur popularité, notamment grâce au single Bounce.

### Années 2000

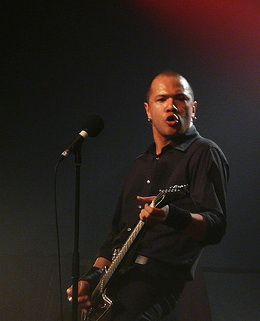
Danko Jones, à Rouen, en France en 2008.

Après une compilation de leurs premières démos et enregistrements réalisés en 2001 par Bad Taste Records et intitulée I'm Alive and On Fire, le groupe réalise son premier album, Born a Lion, en 2002. Ils sortent ensuite : We Sweat Blood en 2003, Sleep Is the Enemy en 2006, Never Too Loud en 2008
Le leader Danko Jones enregistre un album de spoken word en 2004, intitulé The Magical World of Rock. Danko Jones anime une émission de radio[Quand ?], intitulée The Magical World of Rock with Danko Jones, sur Rocket FM, à Stockholm, en Suède. L'émission est également diffusée sur Power 97 à Winnipeg dans le Manitoba au Canada, Pure Rock Radio à Saskatoon en Saskatchewan au Canada, CT Das Radio à Bochum en Allemagne et sur Radio Tango à Oslo en Norvège.
The Raconteurs ont repris le morceau Samuel Sin de Danko Jones durant leur tournée d'été 2006. Le trio joue notamment en première partie du concert des Rolling Stones à Toronto en août 2006, et comme première partie de la tournée européenne de Motörhead en 2008. À l'été 2009, ils jouent notamment au Sziget Festival en Hongrie) sur la scène principale avec Faith No More et The Offspring, et au Huntenpop aux Pays-Bas, au Winterthur et Gampel Open Air en Suisse, au Parken Festival en Norvège, et au Jurassic Rock en Finlande. Leur morceau Code of the Road fait partie de la bande originale du jeu vidéo Need for Speed: Nitro, sorti en septembre 2009.
Bounce est utilisé en 2008 comme générique de La vie est un zoo et First Date, en tant que musique spéciale dans un épisode.

### Années 2010
En janvier et février 2010, le groupe joue au Canada avec Guns N' Roses et Sebastian Bach. En mars 2010, ils tournent aux US avec Clutch. Puis sort leur album Below The Belt en 2010.
Le 8 juin 2011, Danko Jones  annonce le départ du batteur Dan Cornelius. Il annonce entretemps l'arrivée de Atom Willard pour le remplacer. Au début de 2012, Danko Jones révèle un nouvel album, postant plus de détails sur YouTube,. Jones annonce une tournée européenne après la sortie de l'album. Un documentaire intitulé Bring on the Mountain est publié en juin 2012. Un ouvrage, Too Much Trouble: A Very Oral History of Danko Jones, annoncé par l'éditeur ECW Press en octobre 2012.
Le titre de leur nouvel album est révélé : Rock and Roll Is Black and Blue, et est annoncé pour le 21 septembre 2012 en Europe et le 9 octobre en Amérique du Nord. Ils effectuent ensuite une tournée printanière en Amérique avec Volbeat et Spoken. Le 13 novembre 2014, Danko Jones révèle un septième album, Fire Music. En juillet 2015, le groupe annonce une tournée britannique/irlandaise de neuf dates pour septembre, avec The Amorettes.
Le 14 décembre 2016, leur huitième album est révélé sous le titre Wild Cat, et annoncé pour le 3 mars 2017. En 2017, ils tournent au Canada en été, puis en hiver. Le 1er février 2018, ils sont annoncés en soutien à Skindred pour leur tourné d'avril avec CKY.

## Style musical
Danko Jones revendique l'influence de groupes tels que Kiss, Thin Lizzy, The Ramones, Slayer, AC/DC ou Motörhead. Leur style musical mêle hard rock, blues et punk.
Fidèle à la longue tradition du blues, les paroles de Danko Jones traitent souvent des femmes (Baby Hates Me, The Sore Loser, She's Drugs), avec une certaine connotation sexuelle (I keep the backseat for loving, « Je garde la banquette arrière pour l'amour » ; First date, Do you kiss on the first date? « Embrasses-tu lors du premier rendez-vous ? »). Le tout sur un ton parfois prétentieux (I've been a Rock'n'Roll prodigy since the age of twenty « Je suis un prodige du Rock'n'Roll depuis l'âge de vingt ans »), The Mango Kid.

## Matériel
Danko Jones joue essentiellement aujourd'hui sur une guitare Gibson Explorer. Il a également beaucoup utilisé de Fender Telecaster. John Calabrese utilise des basses Fender Précision bass Deluxe edition et des amplis EBS ainsi qu'une pédale de drive EBS Valvedrive Dan Cornelius joue sur une batterie Taye.

## Discographie

### Albums studio
- 2001 : I'm Alive and on Fire
- 2002 : Born a Lion
- 2003 : We Sweat Blood
- 2006 : Sleep is the Enemy
- 2008 : Never Too Loud
- 2010 : Below the Belt
- 2012 : Rock and Roll is Black and Blue
- 2015 : Fire Music
- 2017 : Wild Cat
- 2019 : A Rock Supreme
- 2021 : Power Trio
- 2023 : Electric Sounds
- 2025 : Leo Rising

### EP
- 1998 : Danko Jones
- 1999 : My Love is Bold
- 2011 : Mouth to Mouth

### Compilations et albums live
- 2009 : B-Sides
- 2014 : Garage Rock! (A Collection of Lost Songs from 1996-1998)
- 2014 : Live at Gröna Lund (Concert enregistré à Stockholm en Suède le 16 mai 2014)
- 2016 : Live at Wacken

## Vidéographie
- 2012 : Bring on the Mountain (inclus un documentaire de 90 min, une compilation de 19 clips et 14 titres live)